# پی شینگ جیان
پی شینگ جیان (به چینی: 裴行儉) (۶۱۹ - ۹ ژوئن ۶۸۲)، با نام ادبی شویوئه (به چینی: 守約) یک ژنرال و سیاستمدار سلسله تانگ بود. او بیشتر به خاطر پیروزی بر خان خاقانات ترک غربی آشینا دوژی در سال ۶۷۹ پس از میلاد شناخته شد. او همچنین مسئول اسکورت نرسی پادشاه ایرانی در تبعید ساسانی به ایران بود که توسط فاتحان عرب اشغال شده بود. او بیشتر عمر خود را وقف برخورد با قبایل ترک در تحت الحمایه آنکس کرد. گائوزونگ سومین امپراطور تانگ در سال ۶۶۲ میلادی پی شینگ جیان و پیروز سوم را با لشکری کامل روانه ایران کرد. پیروز پیشنهاد کرده بود که این لشکر تا سیستان (شهر زرنج = زرنگ و مرکز ایالت نیمروز افغانستان امروز، در چینی Chi-Ling) با او باشد زیرا که اطمینان دارد، ایرانیان پس از شنیدن خبر بازگشت وی، دسته‌های مقاومت تشکیل می‌دهند و به یاری‌اش می‌شتابند. پیروز موفق شد به یاری چینیان در سال ۶۵۸ میلادی دولت پارسی زرنگ را با پایتختی زرنگ (Chi-ling) در سیستان به وجود آورد.

## زندگی
پی یک نجیب زاده از فرماندهی هدونگ بود. قبیله معتبر او، قبیله پی از هدونگ، سیاستمداران زیادی را در سلسله های قبلی به دربار کمک کرده بود. شینگجیان از یکی از ۳ شاخه کادتی قبیله پی، خانه میانه (دو شاخه دیگر خانه غربی و خانه شرقی بود) آمده است.
شینگ جیان، برادرش شینگ یان و پدرش رنجی همگی در ارتش خدمت کردند. در زمان امپراتور تایزونگ تانگ، شینگ جیان امتحان امپراتوری را گذراند. ژنرال سو دینگ فانگ پتانسیل هایی را در شینگ جیان دید و شخصاً او را راهنمایی کرد.
در سال ۶۶۵، پی به عنوان ژنرال محافظ آنکسی منصوب شد. او پس از چندین سال خدمت در آنکسی، به دربار امپراتوری بازگشت و در آنجا با لی جینگ ژوان و ما زای همکاری کرد.
در سال ۶۷۷، خان ترک غربی آشینا دوژی با نیرویی قوی به آنکسی حمله کرد. در این برهه از زمان، پی مأموریت بدرقه نرسی جانشین تاج و تخت ایرانی را به وطن خود خواست. استراتژی او این بود که همزمان به امور ایران و ترک بپردازد. امپراتور تانگ، گائوزونگ، نه تنها آرزوی او را برآورده کرد، بلکه به او مأموریت داد تا آشفتگی های آسیای مرکزی را آرام کند.
در لشکرکشی به غرب، نیروهای ترک به رهبری آشینا را با موفقیت شکست داد. با این حال، پی علایق خود را در نصب مجدد پادشاه ایرانی از دست داد و نرسی را در تحت الحمایه آنکسی تنها گذاشت (اگرچه نرسی همچنان می‌توانست خادمان بسیار و کیفیت زندگی خود را حفظ کند). پس از آن سران کوچک ترک در منطقه به دلیل شکست آشینا به خاندان چینی وفاداری خود را متعهد کردند. نتیجه کلی اکسپدیشن پی برای امپراتوری تانگ موفقیت آمیز بود. پس از بازگشت به چین، پی به عنوان وزیر تشریفات و ژنرال بزرگ گارد جناح راست منصوب شد.
در سال ۶۷۹، آشید ونفو، رئیس ترک، شورش کرد. ژنرال محافظ شیائو سیه، یک نجیب از فرماندهی لانلینگ، توسط آشید شکست خورد. سپس پی فرماندهی را از شیائو به دست گرفت و قاطعانه در نبردی در برابر ترک ها در کمین پیروز شد. آشید فرار کرد. اندکی پس از اولین شکست، او نیروهای خود را جمع کرد و آنها را با سربازان یک رئیس دیگر آشینا فونیان متحد کرد. پی بی اعتمادی و سوء ظن بین دو رئیس را دید و با ایجاد شکاف بین آنها از این ضعف سوء استفاده کرد. در نهایت آشینا فونیان از ترس انتقام تانگ از او، آشید ونفو را به قتل رساند. هنگامی که فونیان به دادگاه تانگ آورده شد، بدون توجه به اینکه او نیروهایش را تسلیم کرد، اعدام شد. پی به آشینا قول داده بود که او را اعدام نکند، اما دادگاه به قول پی احترام گذاشت. پی در پی این حادثه خود را بازنشسته کرد و پشیمان شد. مرگ آشینا، طبق کتاب تاریخ جدید تانگ، نیرنگی علیه شینگجیان توسط طایفه خودش پی یان بود که نسبت به پیروزی های او در غرب حسادت می کرد.
در سال ۶۸۲، پی دوباره مسئول آرام کردن شورش ترکان دیگر علیه امپراتوری چین بود. با این حال، او در ماه ژوئن قبل از اعزام نیروها بر اثر کهولت سن درگذشت. دربار امپراتوری به او نام پس از مرگ شیان (獻) که به معنای "تعهد" است، و همچنین عنوان عالی افتخاری نظامی تایوی (太尉) را به او اعطا کرد.

## خانواده
طبق نوشته ژانگ یوئه، پی ۲ همسر داشت. 
همسر اول او یک نجیب شیان بی از لویانگ بود. او پس از مرگ همسر دومش ازدواج کرد. 
همسر دوم او از قومیت ترک بود.
پی ۵ پسر داشت:
پی ژنیین، نیمی از ژیان بی و پسر بزرگتر، قبل از اینکه پدرش پسری به نام پی کانیوآن را ترک کند، درگذشت.
پی چیچوان، یکی از پسران کوچکترش. پسری به نام پی گوانگدی داشت.
پی یانکسیو، یکی از پسران کوچکترش.
پی کینگ یوان، یکی از پسران کوچکترش.
پی گوانگتینگ، نیمه ترک. کوچکترین پسر شینگجیان. بعداً صدراعظم تانگ شد.